# Apple Magic Keyboard
La Magic Keyboard è l'ultima tastiera per computer prodotta da Apple Inc.. È stata rilasciata insieme al Magic Mouse 2 e Magic Trackpad 2 nell'ottobre 2015. Una versione con layout esteso chiamata Magic Keyboard con tastierino numerico è stata rilasciata a giugno 2017. È il successore della Apple Wireless Keyboard.

## Caratteristiche
La Magic Keyboard è simile al suo predecessore ma ha adottato il meccanismo a forbice per aumentare la stabilità dei tasti del 33% e ridurne la corsa. 
Ha una batteria agli ioni di litio ricaricabile sigillata non sostituibile che viene caricata tramite una porta Lightning sul retro della tastiera. La batteria ricaricabile dura un mese tra una ricarica e l'altra. 
Utilizza un processore ARM Cortex-M3 ST Microelectronics STM32F103VB a 32 bit e include la soluzione a chip singolo Bluetooth 3.0 Broadcom BCM20733 Enhanced Data Rate.
È compatibile con Mac OS X El Capitan e versioni successive, iPhone e iPad con iOS 9 o versioni successive e TV con software Apple TV 7.0 e tvOS 10 o versioni successive.

### Aggiornamenti 2017
Il 5 giugno 2017 la Magic Keyboard ha ricevuto un piccolo aggiornamento visivo con nuovi simboli dei tasti Control e Option. Apple ha anche rilasciato una versione aggiuntiva chiamata Magic Keyboard con tastierino numerico per sostituire la tastiera Apple cablata che è stata interrotta quel giorno. È più lunga e ha un layout dei tasti esteso con un tastierino numerico e una diversa disposizione dei tasti freccia. La Magic Keyboard grigio siderale con tastierino numerico con tasti neri è stata fornita in bundle con iMac Pro e successivamente resa disponibile per l'acquisto indipendente. La versione con finitura argento con tasti neri è stata fornita in bundle con il Mac Pro del 2019.